# 안티오코스 13세 아시아티코스
안티오코스 13세 디오니수스 필로파토르 칼리니코스는 아시아티쿠스라 알려져 있으며 그리스계 국가인 셀레우코스 제국의 최후의 지배자 중 하나다.
그는 안티오코스 10세 유세베스와 프톨레마이오스 왕조의 공주 클레오파트라 셀렌의 아들이다.
클레오파트라 셀렌은 기원전 92년에서 85년 사이, 어린 아이였던 안티오코스 13세를 위해 섭정으로 활동하였다. 티그라네스가 시리아를 정복한 기원전 83년 이후에 그녀는 로마로 여행하여 자신의 아들이 이집트 왕으로 인지되게 하였지만 소용없었다. 그들은 적어도 기원전 75년에서 73년에 시리아 왕으로 인식되었고 왕국을 유지하였다.
셀렌은 결국 티그라네스에 의해 체포되고 처형되었지만 폼페이우스가 그를 격파한 후 안티옥의 주민들이 안티오코스 13세를 왕으로 맞이하였다.

## 같이 보기
- 피터 그린 (역사학자)